# New American Cyclopædia

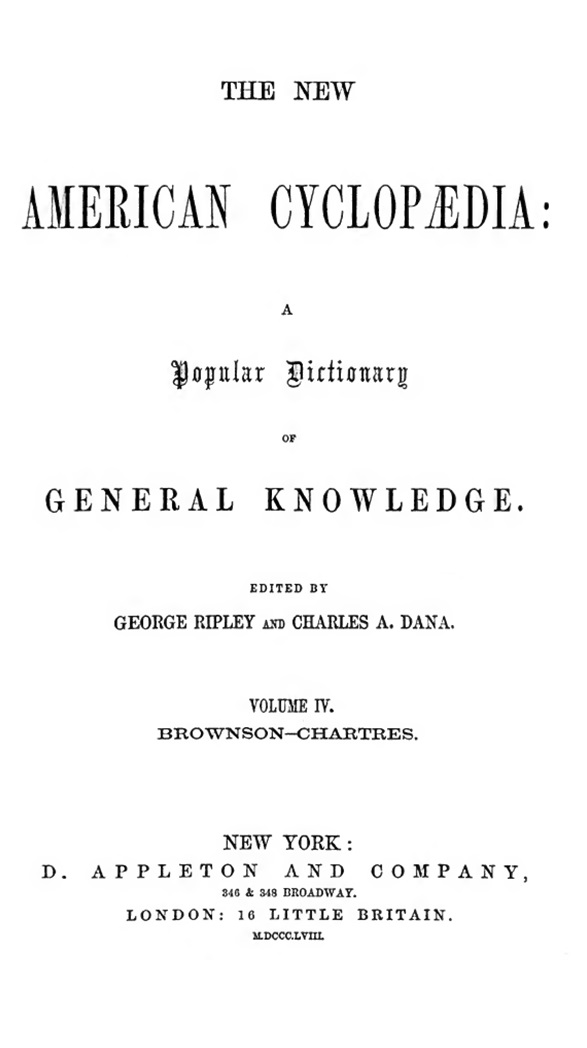
Página de rosto da New American Cyclopædia (1858)

A New American Cyclopædia foi uma enciclopédia criada e publicada por D. Appleton & Company de Nova Iorque em 16 volumes, que apareceu inicialmente entre 1858 e 1863. Seus editores principais foram George Ripley e Charles Anderson Dana .
A nova ciclopeia americana foi revisada e republicada como a American Cyclopædia em 1873.

## Visão geral
A New American Cyclopædia era uma enciclopédia geral com foco especial em assuntos relacionados aos Estados Unidos. Como foi criado ao longo dos anos, abrangendo a Guerra Civil Americana, o foco e o tom dos artigos poderiam mudar drasticamente; por exemplo, Jefferson Davis, o futuro presidente dos Estados Confederados da América, foi tratado longamente como soldado do Exército dos Estados Unidos e político do governo dos EUA .
Como era tradicional, todo o conjunto foi reeditado com a publicação em 1863 do 16º volume. Toda a Cyclopædia foi novamente reeditada em 1864 .

## Contribuintes
Um colaborador notável foi Karl Marx, então correspondente europeu do New York Tribune, que apareceu como escritor, enquanto a maioria desses artigos foi escrita por Friedrich Engels, especialmente os artigos sobre assuntos militares  que pertenciam ao domínio de Engels na divisão do trabalho entre os dois amigos . Por causa do seu profundo conhecimento de todas as coisas militares, Engels ganhou o apelido de "General".  Marx escreveu um artigo biográfico altamente antipático sobre Simón Bolívar.
Outros colaboradores importantes da primeira edição incluíram
- Charles Allen
- Samuel G. Arnold
- Alexander Dallas Bache
- William Bross
- George Bancroft
- Benjamin Fordyce Barker
- John R. Bartlett
- Gunning S. Bedford
- Jeremiah S. Black
- George S. Blake
- Lorin Blodget
- Edmund Blunt
- Dion Boucicault
- Orestes Brownson
- B. Gratz Brown
- Rev. George Bush [en]
- Charles P. Daly
- Charles Anderson Dana
- James D. Dana
- Richard Henry Dana Jr.
- Charles H. Davis [en]
- Adolph Douai
- John William Draper
- Lyman C. Draper
- Ralph Waldo Emerson
- Edward Everett
- Horace Greeley
- George Washington Greene
- Joseph Henry
- Henry W. Herbert
- Rev. Thomas Hill [en]
- Oliver Wendell Holmes Sr.
- James Russell Lowell
- Charles Nordhoff
- Henry Steel Olcott
- Frederick Law Olmsted
- Theophilus Parsons
- Rafael Pombo
- Hermann Raster
- William H. Seward
- Charles Sprague
- Henry B. Stanton
- Miss Rose Terry
- Rev. Thomas Thayer
- Alexander Thayer
- William Sydney Thayer
- John Reuben Thompson
- Richard Grant White
- Sidney Willard
- E. L. Youmans

## Anuário anual
Um anuário associado, a ciclopédia anual da Appletons e registo de eventos importantes do ano, foi publicado de 1861 a 1875 e até 1901.

## Histórico da publicação
A cyclopaedia foi revivida sob o título American Cyclopædia em 1873-6. Uma edição final foi emitida em 1883-4, que adicionou suplementos a cada volume da edição de 1873. Dois índices analíticos foram publicados separadamente em 1878 e 1884.

## Ligações externas

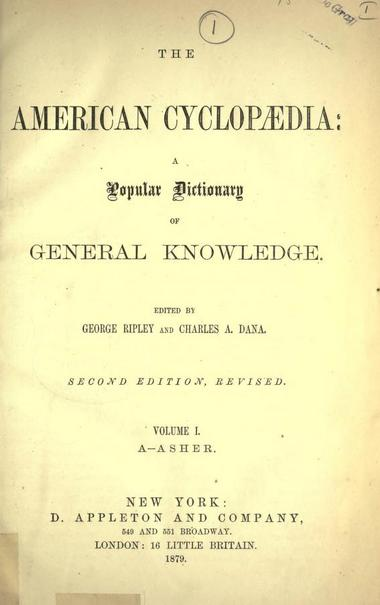
Página de rosto da Cyclopædia americana, 1879